# Cheny
Cheny är en kommun i departementet Yonne i regionen Bourgogne-Franche-Comté i norra Frankrike. Kommunen ligger i kantonen Seignelay som tillhör arrondissementet Auxerre. År 2022 hade Cheny 2 231 invånare.

## Befolkningsutveckling
Antalet invånare i kommunen Cheny
| Referens: INSEE |